# 卡利奧教堂

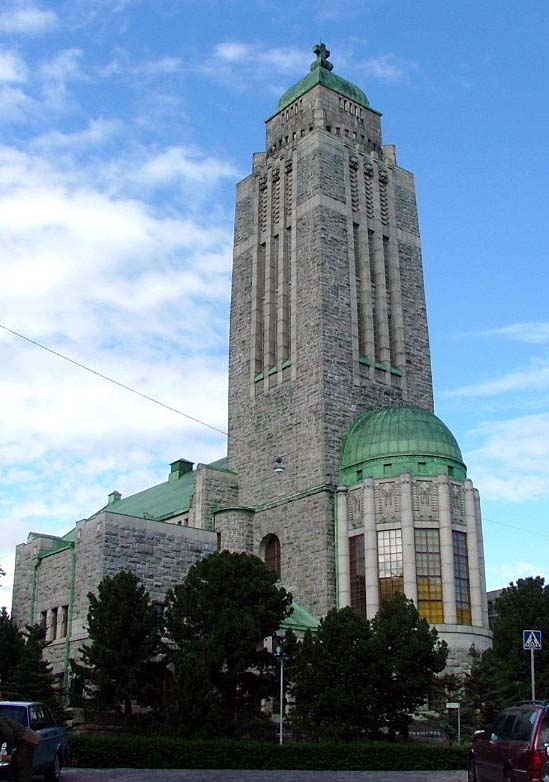
卡利奧教堂

卡利奧教堂（芬蘭語：Kallion kirkko）是位於芬蘭赫爾辛基卡利奧區的一座路德宗教堂，由拉爾斯·松克設計，為浪漫民族主義建築，並受到新藝術運動的影響。教堂竣工於1912年，是赫爾辛基的地標性建築之一。教堂的管風琴非常有名，有著出眾的音樂效果。